# Бешино
Бешино (пол. Beszyno) — село в Польщі, у гміні Нарушево Плонського повіту Мазовецького воєводства.
Населення — 26 осіб (2011).
У 1975—1998 роках село належало до Цехановського воєводства.

## Демографія
Демографічна структура станом на 31 березня 2011 року:
|          | Загалом | Допрацездатний вік | Працездатний вік | Постпрацездатний вік |
| -------- | ------- | ------------------ | ---------------- | -------------------- |
| Чоловіки | 8       | 1                  | 7                | 0                    |
| Жінки    | 18      | 3                  | 11               | 4                    |
| Разом    | 26      | 4                  | 18               | 4                    |